# Bouhamza
Bouhamza là một đô thị thuộc tỉnh Béjaïa, Algérie. Dân số thời điểm năm 2002 là 10.846 người.